# Auskerry

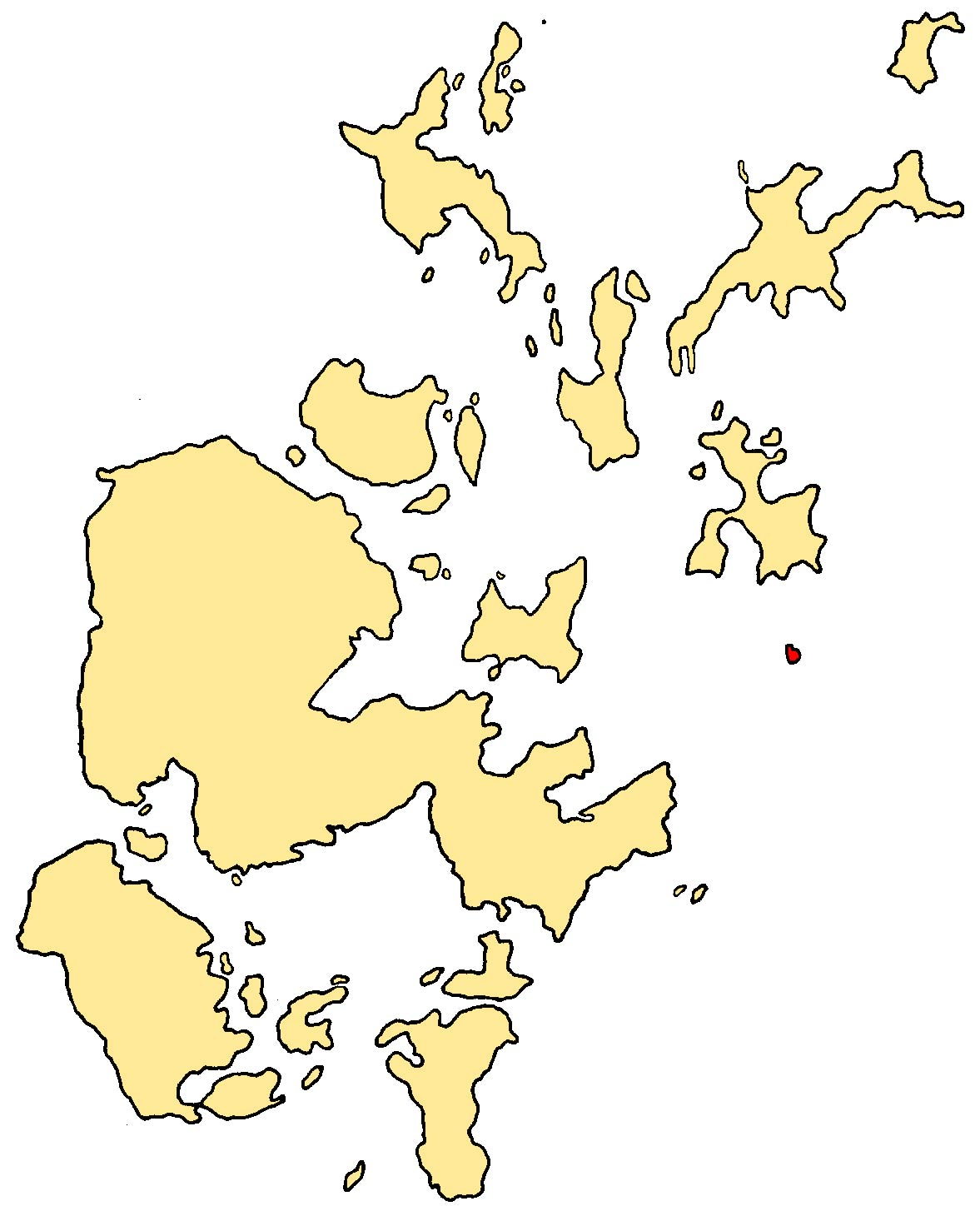
Auskerry markerat med rött på en karta över Orkneyöarna

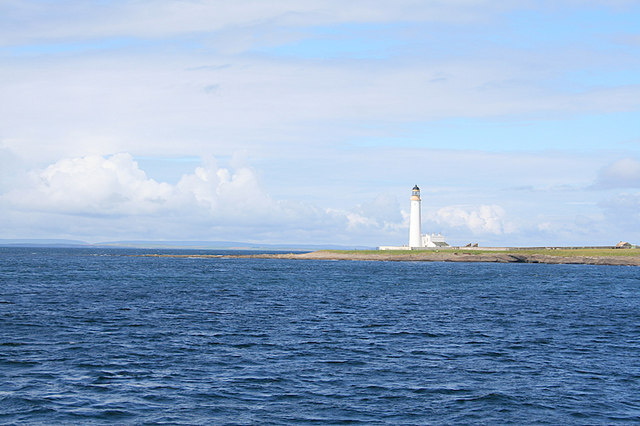
Fyren på Auskerry.

Auskerry är en liten ö i östra Orkneyöarna, Skottland. Auskerry hade år 2001 endast fem invånare och har ett fyrtorn som byggdes år 1866. Namnet kommer ifrån fornnordiskans östra skär.
Ön var tidigare obebodd eftersom fyrtornet automatiserades under 1960-talet. Tidigare i historien var det en populär ö att jaga sälar.
Den bosättningen ön har nu är en familj som sköter fåren på ön. Växtligheten är omfattande och naturen är rik på arter. Det finns också ett vrak från ett skepp som gått på grund i stormväder. Posten kommer en gång varje månad med en fiskebåt.
Idag finns det ett litet vindkraftverk på ön som producerar den mesta elektriciteten. Det har gjorts många expansioner och renoveringar av en gammal lada så att den nu omvandlats till ett modernt hus med fyra sovrum. I enlighet med den gamla standarden är toaletten fortfarande utomhus.
Fyrtornet har även ett litet hus som används mest på sommaren. Det innehåller också en liten affär.